# Muzeu în aer liber

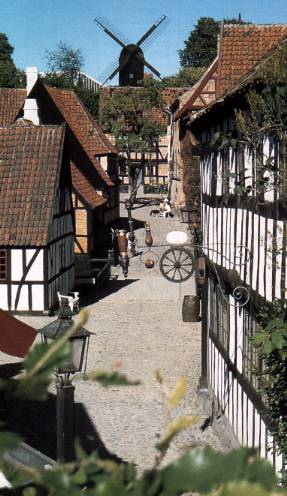
Stradă în muzeul în aer liber Den Gamle By (Vechiul oraș), Aarhus, Danemarca

Un muzeu în aer liber este acel tip de muzeu ale cărui exponate / expoziții sunt expuse în aer liber. Cel mai adesea, în cadrul respectivelor muzee sunt prezentate exemple de structuri arhitecturale; unele muzee realizează în acest sens reconstrucții complete ale trecutului, clădirile istorice fiind nu doar exponate individuale, ci complexe interconectate. Astfel, vizitatorii obțin posibilitatea de a realiza o privire generală a istoriei și etnografiei țării ori localității.
Acest tip de muzeu mai poate include parcuri de sculpturi, parcuri-miniatură, iar multe dintre muzeele tehnice își expun exponatele în aer liber, ca de exemplu în cazul în care dispun de echipament militar, aviatic, unități de transport etc.

## Legături externe
- Association for Living History, Farm and Agricultural Museums
- European Open-air Museums Arhivat în 1 noiembrie 2016, la Wayback Machine. An extensive list of Open-air museums in Europe
- Photos from Museum of Folk Architecture and Life Arhivat în 22 decembrie 2017, la Wayback Machine.